# Блок, Леонид Кононович
Леонид Кононович Блок (21 ноября 1936 — 21 июля 2016) — российский пианист, заслуженный артист РСФСР, профессор.

## Биография
Родился в Москве в музыкальной семье. Отец — Конон Семёнович Блок — виолончелист Московского академического театра имени К. С. Станиславского и Вл. И. Немировича-Данченко, концертмейстер оркестра московской филармонии, участник Струнного квартета имени Р. М. Глиэра; мать — Рита Семёновна Блок (урождённая Коломенская) — пианистка, дипломант первого и второго Всесоюзного конкурса музыкантов-исполнителей. Дядя — Давид Семёнович Блок — композитор, звукорежиссёр и дирижёр.
В 1954 году окончил Центральную музыкальную школу при Московской государственной консерватории имени П. И. Чайковского (класс профессора А. Б. Гольденвейзера).
В 1960 году окончил Московскую Государственную консерваторию имени П. И. Чайковского (класс профессора А. Б. Гольденвейзера, ассистент Д. А. Башкиров).

## Творчество
С 1961 по 1967 работал в оркестре Московской государственной академической филармонии под управлением К. П. Кондрашина, а также Е. Ф. Светланова , Г. Н. Рождественского, Д. Ф. Ойстраха, И. Ф. Стравинского и многих ведущих зарубежных дирижёров.
В 1967 перешёл в концертный отдел филармонии и начал активную исполнительскую деятельность. Более чем полувековой концертный опыт: многолетние ансамбли с музыкантами- лауреатами Международного конкурса имени Чайковского (В. Спиваков, В. Климов, В. Пикайзен, И. Калер), а также с такими исполнителями, как И. Ойстрах, Л. Фейгин, И. Богуславский, Х. Ахтямова, М. Русин, И. Гаврыш, Э. Оливейра.
За годы концертной деятельности Леонид Блок проявил себя как прекрасный ансамблист. Репертуар его концертов включает в себя произведения Баха, Моцарта, Бетховена, Брамса, Шумана, Прокофьева, Шостаковича и многих других композиторов.
Также участвовал в премьерах таких произведений, как Соната № 3 (Н. Раков), Симфонии № 4, № 13, «Казнь Степана Разина», Маленькие прелюдии (Д.Шостакович).
Выступал по всему миру, в том числе и в лучших залах СССР и постсоветского пространства, Северной и Южной Америки, Австралии, стран Европы, Великобритании, Индии, Турции и т. д.

## Дискография
Совместно с партнерами записано более 15 грампластинок и дисков на фирмах Мелодия, Русский Диск, Angel Records.
В 1970 г. к юбилею Бетховена совместно с В. Климовым сделана запись Сонат № 1и № 3. Также эти два музыканта записали пластинки с "Крейцеровой сонатой" Л. Бетховена и сочинениями Й. Брамса, К. Дебюсси, С. Эспехо, с музыкой А. Корелли, Э. Грига, К. Дебюсси, И. Стравинского, П. Сарасате.

## Преподавательская деятельность
В 1985—2008 гг., параллельно с исполнительской деятельностью преподавал в Российской академии музыки имени Гнесиных.
В 2010 году стал профессором кафедры камерного ансамбля Государственной классической академии имени Маймонида, с 2011 года и до конца жизни заведовал кафедрой.

### Награды
В 1989 был удостоен почетного звания Заслуженного артиста РСФСР, в 2000 — присвоено учёное звание профессора.